# Криниця в Редьчиному яру
Крини́ця в Ре́дьчиному яру́ — гідрологічна пам'ятка природи місцевого значення в Україні. Розташована в межах Роменського району Сумської області, біля села Овлаші (неподалік від західної околиці міста Ромни, в місцевості за назвою Редьчин Яр).

## Загальна характеристика
Площа 3,35 га. Пам'ятка затверджена сесію Сумської обласної ради 28 квітня 2017 року. Перебуває у віданні: Сумський національний аграрний університет. 
Криниця розташована в типовому балковому лісостеповому комплексі. Схили вкриті деревно-чагарниковою рослинністю. Криниця облаштована, з неї витікає струмок, що живить річку Лозівка.

## Легенда
У Редьчиному яру з невеличким ставком посередині пасла дівчина худобу. У сні їй з'явився старець і наказав викопати скарб на вказаному місці. Дівчина та її мати розповіли про це батюшці. Він спочатку до цього поставився байдуже. Тоді йому в сновидінні свята жінка повеліла виконати волю Божу. Пішла дівчина на у сні вказане місце, копнула лопатою раз, вдруге, втретє… і перед ними засяяла ікона Казанської Божої Матері. Із землі, де віднайшли ікону, захлюпотіло на поверхню джерело. Так утворилася криниця з чистою прохолодною водою, яка була ще й цілющою. Ікону хресним ходом було перенесено до собору Святого Духа в Ромні. Та на ранок вона несподівано зникла. Знайшли її знову в яру вже із запаленою свічкою. Ікону вдруге перенесли до церкви св. Марії Магдалини, яка знаходилася в богоугодному закладі (нині приміщення Першої обласної спеціалізованої лікарні). Та все повторилося знову. Тоді вирішили розмістити її в храмі св. першомученика архідиякона Стефана в Овлашах. Там вона і досі.

## Хресні ходи
Тричі на рік прихожани храму святого першомученика Стефана проводять хресні ходи до криниці.  Попереду процесії ліхтар зі свічкою, хрест, хоругви, найшанованіша святиня Овлашівського храму — ікона Казанської Божої Матері.   